# خواتم السور
خواتم السور في القرآن الكريم تميزت كما تميزت فواتح السور بدلالات ومعانٍ وإشارات محققة أهدافها في مخاطبة البشر، مبينة لهم حِكَمًا، ومواعظ، داعية لهم بالهداية والاستقامة، مبشرة ومنذرة.
وهي في غاية الجودة ونهاية الكمال؛ إذ اختُتمت على أحسن وجوه البلاغة، وأفضل أنحاء البراعة، ما بين أدعية خالصة، وتحميد وتهليل وتسبيح، أو إيجاز لِما اقتضته السورة من تفصيل؛ مما يناسبه الاختتام، والإيذان للسامع بختم المقال وتوفّيه المرام، فلا يبقى مع تشوُّف إلى إدامةٍ وتكميلٍ أو إتمام.
وخواتم السور تتناسب مع فواتحها؛ فمثلًا في سورة القصص نجدها تبدأ بقصة موسى عليه السلام ونصرته وقوله: {فَلَنْ أَكُونَ ظَهِيرًا لِلْمُجْرِمِينَ} [سورة القصص، آية: 17]، وخروجه من وطنه ونصرته وإسعافه بالمكالمة، وختمها الله -تبارك وتعالى- بأمر النبي صلى الله عليه وسلم بألا يكون ظهيرًا للكافرين، وتسليته بخروجه من مكة، والوعد بعوده إليها بقوله تعالى: {إِنَّ الَّذِي فَرَضَ عَلَيْكَ الْقُرْآنَ لَرَادُّكَ إِلَى مَعَادٍ} [سورة القصص، آية: 85].

## مصطلح خواتم السور
تميزت خواتم السور كما تميزت فواتح السور بدلالات ومعان وإشارات محققة أهدافها في مخاطبة البشر، مبينة لهم حِكَمًا، ومواعظ، داعية لهم بالهداية والاستقامة، مبشرة ومنذرة.
وخواتم السور مثل الفواتح في الحُسن؛ لأنها آخر ما يقرع الأسماع؛ فلهذا جاءت متضمنة للمعاني البديعة، مع إيذان السامع بانتهاء الكلام، حتى يبقى معه للنفوس تشوق إلى ما يُذكر بعد؛ لأنها بين أدعية، ووصايا، وفرائض، وتحميد، وتهليل، ومواعظ، ووعد، ووعيد، إلى غير ذلك.

## خصائص خواتم السور في القرآن
وقد اتفقت كلمة أعلام البيان على أن خواتيم السور كلها كفواتحها؛ في غاية الجودة ونهاية الكمال، إذ اختُتمت على أحسن وجوه البلاغة، وأفضل أنحاء البراعة، ما بين أدعية خالصة، وتحميد وتهليل وتسبيح، أو إيجاز لِما اقتضته السورة من تفصيل، مما يناسبه الاختتام، والإيذان للسامع بختم المقال وتوفّيه المرام، فلا يبقى مع تشوف إلى إدامةٍ وتكميلٍ أو إتمام.

## أنواع الكلام في خواتم السور
جاءت خواتم السور في القرآن على أنواع مختلفة من الكلام:
- الأول: تفصيل جملة المطلوب، كما في خاتمة سورة الفاتحة؛ إذ المطلوب الأعلى الإيمان المحفوظ من المعاصي المسببة لغضب الله والضلال، ففصَّل جملة ذلك بقوله: {الَّذِينَ أَنْعَمْتَ عَلَيْهِمْ} [سورة الفاتحة، آية: 7]، والمراد المؤمنون؛ ولذلك أطلق الإنعام ولم يقيده ليتناول كل إنعام؛ لأن مَن أنعم الله عليه بنعمة الإيمان فقد أنعم عليه بكل نعمة؛ لأنها مستتبعة لجميع النعم، ثم وصفهم بقوله: {غَيْرِ الْمَغْضُوبِ عَلَيْهِمْ وَلَا الضَّالِّينَ} [سورة الفاتحة، آية: 7]، يعني: أنهم جمعوا بين النعم المطلقة وهي نعمة الإيمان، وبين السلامة من غضب الله تعالى والضلال المسبَّبين عن معاصيه وتعدي حدوده.
- الثاني: الدعاء، كالذي اشتملت عليه الآيتان من آخر سورة البقرة.
- الثالث: الوصايا، كالتي ختمت بها سورة آل عمران: {يَاأَيُّهَا الَّذِينَ آمَنُوا اصْبِرُوا وَصَابِرُوا وَرَابِطُوا وَاتَّقُوا اللَّهَ لَعَلَّكُمْ تُفْلِحُونَ} [سورة آل عمران، آية: 200].
- الرابع: الفرائض التي خُتمت بها سورة النساء، وحَسُن الختم بها؛ لما فيها من أحكام الموت الذي هو آخر أمر كل حي، ولأنها آخر ما أنزل من الأحكام.
- الخامس: التبجيل والتعظيم الذي ختمت به سورة المائدة.
- السادس: الوعد والوعيد الذي ختمت به سورة الأنعام.
- السابع: التحريض على العبادة بوصف حال الملائكة الذي ختمت به سورة الأعراف.
- الثامن: الحض على الجهاد وصلة الأرحام الذي ختم به سورة الأنفال.
- التاسع: وصف الرسول صلى الله عليه وسلم ومدحه والتهليل الذي ختمت به سورة براءة.
- العاشر: تسلية النبي صلى الله عليه وسلم الذي ختمت به سورة يونس، ومثلها خاتمة سورة هود.
- الحادي عشر: وصف القرآن ومدحه الذي ختم به سورة يوسف.
- الثاني عشر: الوعيد والرد على مَن كذب الرسول الذي ختم به سورة الرعد.

ومن أوضح ما آذن بالختام خاتمة سورة إبراهيم بقوله تعالى: {هَذَا بَلَاغٌ لِلنَّاسِ} [سورة إبراهيم، آية: 52]، ومثلها خاتمة سورة الأحقاف بقوله تعالى: {بَلَاغٌ فَهَلْ يُهْلَكُ إِلَّا الْقَوْمُ الْفَاسِقُونَ} [سورة الأحقاف، آية: 35]، وكذا خاتمة سورة الحِجر بقوله تعالى: {وَاعْبُدْ رَبَّكَ حَتَّى يَأْتِيَكَ الْيَقِينُ} [سورة الحجر، آية: 99]، وهو مفسر بالموت فإنها في غاية البراعة.

## مناسبة فواتح السور مع خواتمها
إن من أسرار القرآن الكريم مناسبة فواتح السور لخواتمها؛ فمثلًا في سورة القصص نجدها تبدأ بقصة موسى عليه السلام ونصرته وقوله تعالى: {فَلَنْ أَكُونَ ظَهِيرًا لِلْمُجْرِمِينَ} [سورة القصص، آية: 17]، وخروجه من وطنه، ونصرته، وإسعافه بالمكالمة من الرجل الذي نصحه بأن يخرج من المدينة، وختمها بأمر النبي صلى الله عليه وسلم بألا يكون ظهيرًا للكافرين، وتسليته بخروجه من مكة، والوعد بعوده إليها بقوله تعالى: {إِنَّ الَّذِي فَرَضَ عَلَيْكَ الْقُرْآنَ لَرَادُّكَ إِلَى مَعَادٍ} [سورة القصص، آية: 85].
وقال الزمخشري في تفسير سورة المؤمنون: جعل فاتحة السورة: {قَدْ أَفْلَحَ الْمُؤْمِنُونَ} [سورة المؤمنون، آية: 1]، وأورد في خاتمتها: {إِنَّهُ لَا يُفْلِحُ الْكَافِرُونَ} [سورة المؤمنون، آية: 117]؛ فشتان ما بين الفاتحة والخاتمة.

## مناسبة فاتحة السورة بخاتمة السورة التي قبلها
ومن أسرار القرآن مناسبة فاتحة السورة بخاتمة التي قبلها، حتى إن منها ما يظهر تعلقها به لفظًا، كما قيل في قوله تعالى: {فَجَعَلَهُمْ كَعَصْفٍ مَأْكُولٍ} [سورة الفيل، آية: 5]، وقوله: {لِإِيلَافِ قُرَيْشٍ} [سورة قريش، آية: 1]، فإن آخر سورة الفيل مرتبط بأول سورة قريش بعلاقة التعليل.
وكذلك لما ختم الله تبارك وتعالى سورة النساء آمرًا بالتوحيد والعدل بين العباد، أكد ذلك بقوله في أول سورة المائدة: {يَاأَيُّهَا الَّذِينَ آمَنُوا أَوْفُوا بِالْعُقُودِ} [سورة المائدة، آية: 1].